# José Sánchez Lozano
José Sánchez Lozano (1904-1995). Imaginero español, nacido en el Pilar de la Horadada (Alicante) que por aquel entonces pertenecía a Orihuela, España. La mayoría de sus obras se encuentran en las provincias de Alicante, Albacete, Granada, Almería y, sobre todo, Murcia.

## Biografía
José Sánchez Lozano nació el 16 de abril de 1904 en la localidad alicantina del Pilar de la Horadada, en la casa en la que hoy hay una placa conmemorativa en su honor.
Aunque sus primeros años tuvieron como escenario la Torre de la Horadada, en la costa de su municipio natal, sería la ciudad de Murcia la que acogería a este artista desde que a los doce años se trasladara a la misma para continuar sus estudios.
Poco después de marchar a Murcia, se desplaza a Madrid, donde con trece años es discípulo de otro imaginero murciano: José Planes.
Con diecisiete años, merced a una beca, ingresa en la Escuela de Artes y Oficios y Bellas Artes, en Barcelona, donde permanece hasta 1928, en que retorna a Murcia.
Entre 1945 y 1955 fue profesor de la Escuela de Artes y Oficios de Murcia.
Recibió numerosos reconocimientos. Entre otros la Medalla de Oro de la Academia Italiana de Arte y Trabajo (1980), el Laurel de Bellas Artes de Murcia (1982) o la Medalla de Oro de la Société Academique d'Education et d'Encouragement de París (1986).
Fue nombrado caballero de la Honorable Orden Ducal de San Antón de Orihuela.
Falleció en su ciudad natal, Pilar de la Horadada, el 1 de noviembre de 1995 a los 91 años de edad.
La obra de José Sánchez Lozano es en madera policromada, siguiendo las pautas de la escuela salzillesca de Francisco Salzillo (muerte 1783).  
La obra del prolífico Sánchez Lozano se encuentra en casi cualquier punto de la Región de Murcia y en las provincias limítrofes.
Además de a la realización de imágenes, se dedicó también a la restauración de estas.
Entre sus discípulos destacan Francisco Liza, Manuel Ribera Girona, Antonio Labaña, Domingo Blázquez,Onofre Molino y Gregorio Fernández - Henarejos Martínez.

## Obra

### Obra religiosa
En Murcia:
- Virgen de la Misericordia (1927) Cofradía de la Misericordia
- Abrazo de Cristo a San Francisco (1935) Iglesia de la Merced
- Virgen de la Soledad (1943) Cofradía del Perdón
- Flagelación (1945) Cofradía del Perdón
- Pilato y El Berrugo de El Pretorio (1945) Archicofradía de la Sangre
- Prendimiento (1947) Cofradía del Perdón
- Jesús Nazareno del Encuentro (1948) Cofradía del Perdón
- Virgen de la Esperanza (1948) Cofradía del Rescate
- Virgen Gloriosa (1950) Archicofradía del Resucitado
- San Martín de Porres (1962)
- La Imposición de la Casulla a San Ildefonso.Iglesia de Santa Catalina.
- Virgen de la Encarnación. Patrona de Churra.
- Nuestra Señora de Cortes (1961). Patrona de Nonduermas (Murcia)
- Inmaculada. Iglesia de la Merced.
- Virgen de la Soledad. Los Dolores (Murcia).

En Mazarrón
- Purísima Concepción de Mazarrón (1949). Patrona y Protectora de la Villa que preside desde su Camarín el Retablo Mayor del Santuario.
- Santa Rita de Casia.
- Dolorosa.
- Santa Teresa de Jesús.

En Orihuela:
- Ntro. Padre Jesús Nazareno (1939) (M. I. Mayordomía de Ntro. padre Jesús), patrón de Orihuela
- Nuestra Señora de Monserrate (1940) (M. I. Cofradía de Ntra. Sra. María Santísima de Monserrate), patrona de Orihuela
- Niño Jesús (1941) (M. I. Cofradía de Ntra. Sra. María Satísima de Monserrate).
- San Juan Evangelista (1952) (M. I. Mayordomía de Ntro. Padre Jesús).
- La Dolorosa (1944) (M. I. Mayordomía de Ntro. Padre Jesús)
- Virgen de la Soledad (S. I. Catedral).
- Belén de la Caja de Ahorros del Mediterráneo
- San Francisco de Sales (Iglesia de la Visitación. Monasterio de las RR. RR Salesas).
- Ntra. Sra. de los Desamparados (Hermanitas de los Desamparados)
- Ntra. Sra. del Remedio.
- Ntra. Sra. de la Fuensanta (Ermita de Media Legua).
- Abrazo de Cristo Crucificado a san Francisco (Iglesia Parroquial de Hurchillo).
- Ntra. Sra. de la Merced (Iglesia-Museo Ntra. Sra. de la Merced).
- Inmaculada Concepción (S. I. Catedral de Orihuela).
- Numerosas copias de la imagen de Ntra. Sra. de Monserrate para la piedad privada y para las oficinas de la Caja de Ahorros de Ntra. Sra. de Monserrate (actual CAM).
- Ntra. Sra. de los Dolores (Monasterio de la Santísma Trinidad).
- San José (Iglesia Parroquial de La Murada).
- Obras de la Colección Privada del Marqués de Rafal: Busto de Virgen Dolorosa, Busto de Ángel.
- Obras de la Colección Privada del Conde de la Granja: Busto de San Francisco, Busto de la Virgen Dolorosa.
- Obras de la Colección Privada García-Molina: Busto de San Antonio, Boceto calavera de la Diablesa de Orihuela.
- Obras de la Colección Privada José Ángel Albert Boronat: Busto de Ángel, Boceto del Ángel del paso de la Oración en el Huerto de Cieza (Murcia).

En Cartagena:
- San Pedro Apóstol (1940) Cofradía California
- Dolorosa (1942) Cofradía Marraja
- Conversión de la Samaritana (1945) Cofradía California
- Oración del Huerto (1941) Cofradía California
- Ángel Anunciador (1967) Cofradía California
- Vuelta del Calvario (1968-1971) Cofradía California
- Hebreos de la Entrada en Jerusalén (1971) Cofradía California
- Santiago Apóstol (1977) Cofradía California
- Oración del Huerto (1974) Cofradía California. Sustituyendo a la anterior de 1941.
- Juicio de Jesús (1980) Cofradía California

En Lorca:
- Virgen de las Huertas, Patrona de Lorca (1942)
- Santa Clara (Monasterio de Santa Ana y Santa María Magdalena de la Orden de las Clarisas.)
- San Francisco (1945)
- Virgen de la Amargura (1949) Paso Blanco
- La Verónica (1950) Paso Blanco
- Cristo del Rescate (1985) Paso Blanco
- Virgen de la Soledad (1951) Paso Negro
- Virgen de la Soledad (1963) Paso Encarnado

En Beniaján:
- Nuestra Señora del Carmen (1940-1956), reconstrucción de una imagen de Dupar incendiada en la Guerra Civil, siendo quizá una de sus obras más destacadas por la belleza y complejidad del grupo escultórico.
- San Antonio (1943)
- San Juan Evangelista (1954)
- Virgen Dolorosa (1954)
- Nuestro Padre Jesús Nazareno (1954)
- Samaritana (1958)
- Señor de la Divina Gracia (1958)
- Santa Mujer Verónica (1963)

En Pilar de la Horadada:
- Cristo yacente
- Nuestra Señora del Pilar, Patrona de Pilar de la Horadada (1936), reconstrucción de una imagen de Nicolás Salzillo incendiada en la Guerra Civil y donada posteriormente al pueblo, a pesar de que en un principio iba a destinada al uso personal.
- Santísimo Cristo de la Eucaristía (1950)
- Virgen Dolorosa (1940)
- Virgen del Carmen (1942)
- Virgen de la Asunción (1969)
- Virgen de la Fuensanta (1940)
- San Antonio (restauración)

En Mula:
- San José y el Niño
- San José con el Niño(1941)
- Virgen del Carmen(1947)
- La Samaritana (1946)
- Oración en el Huerto (1953)
- Prendimiento (1952)
- Ecce Homo (1946)
- San Juan (1944)
- Virgen de los Dolores (1956)
- Nuestro Padre Jesús Nazareno (1946)
- Cristo de la Caída (1961)
- San Juan (1961)
- Dolorosa (1943)
- La Soledad en el Calvario (1962)
- Cristo Yacente (1948)
- María Magdalena (1948)
- Virgen de la Piedad (1950)

En Fuente Álamo de Murcia:
- San Agustín (1940). Patrón de la ciudad.
- Santísima Virgen del Rosario (1940). Patrona de la ciudad.
- Virgen Dolorosa
- Ntro. Padre Jesús Nazareno (1942), reconstrucción de imagen incendiada en la Guerra Civil.

En Ribera de Molina:
- Sagrado Corazón de Jesús (1936), patrón de la pedanía.
- Santísima Virgen del Amor Hermoso(1937), patrona de la pedanía.

En Alguazas:
- La Samaritana y el Señor del Pozo (1956)
- La Verónica (1962)

En Huércal-Overa:
- Santísima Virgen del Río (1975), patrona de la ciudad.
- Nuestra Señora de la Soledad (1976)

En Blanca:
- Nuestro Padre Jesús Nazareno (1943)
- Santísima Virgen del Rosario

En Torreagüera:
- Ntra. Sra. del Rosario
- Nuestro Padre Jesús Nazareno
- Busto Dolorosa (pequeño boceto en terracota)

En Elche:
- Ecce-Homo en 1942
- María Santísima del Mayor Dolor y San Juan Evangelista (Misma cofradía) 1947
- Mujer Samaritana e imagen del Señor (Misma cofradía) en 1945
- Cristo de la Caída 1953
- Virgen de la Asunción (Peregrina)
- Sagrado Corazón de Jesús

En Abanilla:
- Dolorosa
- Nuestro Padre Jesús Preso. Ambos situados en la Iglesia de San José.

En San Fulgencio:
- Virgen del Remedio,   Iglesia de San Fulgencio, San Fulgencio (Alicante). Patrona de la localidad.
- Virgen del Carmen,    Iglesia de San Fulgencio, San Fulgencio (Alicante). http://www.acvirgendelcarmen.es.tl
- Virgen de la Soledad, Iglesia de San Fulgencio, San Fulgencio (Alicante)

En María (Almería):
- Virgen de la Cabeza (restauración de la talla del siglo XVI), 1970.
- Carroza con ángel para portar a la Virgen de la Cabeza, 1970.
- Restauración carroza de la Virgen de la Cabeza, 1994.

En Abarán :
- Virgen del Oro (Abarán)
- Virgen del Amor Hermoso (Abarán)
- Dolorosa (Abarán)
- Recomposición San Martín obra De Santiago Baglietto Antiguo patrón de (Abarán)
- Recomposición Cristo cargando la Cruz Obra De Francisco Salzillo (Abarán)
- Restauración Santa María Magdalena y La Samaritana (Abarán)

En  Santomera
- Virgen de los Dolores, 1943
- San Antonio
- San Francisco
- Cristo del Rescate, 1981

En Otras localidades :
- Virgen de los Dolores (Barqueros)
- San José, Iglesia de Santa Clara (Caravaca de la Cruz),1955

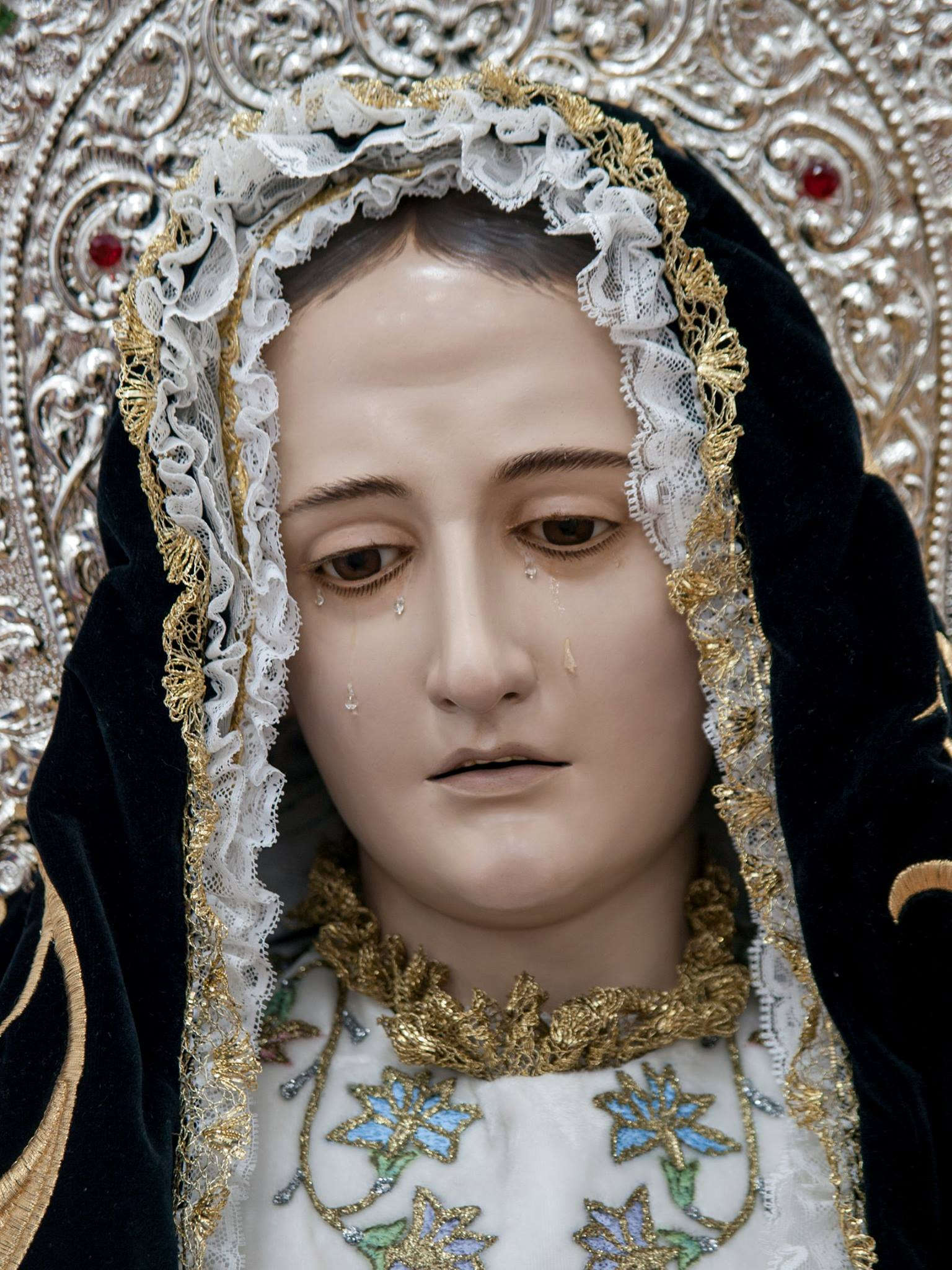
Ntra. Sra. de la Soledad de Bullas

- Ntra. Sra. de la Soledad, a partir de los restos de la antigua talla de la virgen del siglo XIX. (Bullas)
- Santa Lucía (Archena)
- Inmaculada (Alhama de Murcia)
- Nuestra Señora de La Asunción (Los Alcázares, Murcia) Patrona de la localidad
- Nuestra Señora de Los Dolores (Dolores de Pacheco) Patrona de la localidad, 1940Jesús y la Samaritana, Aspe (1979)

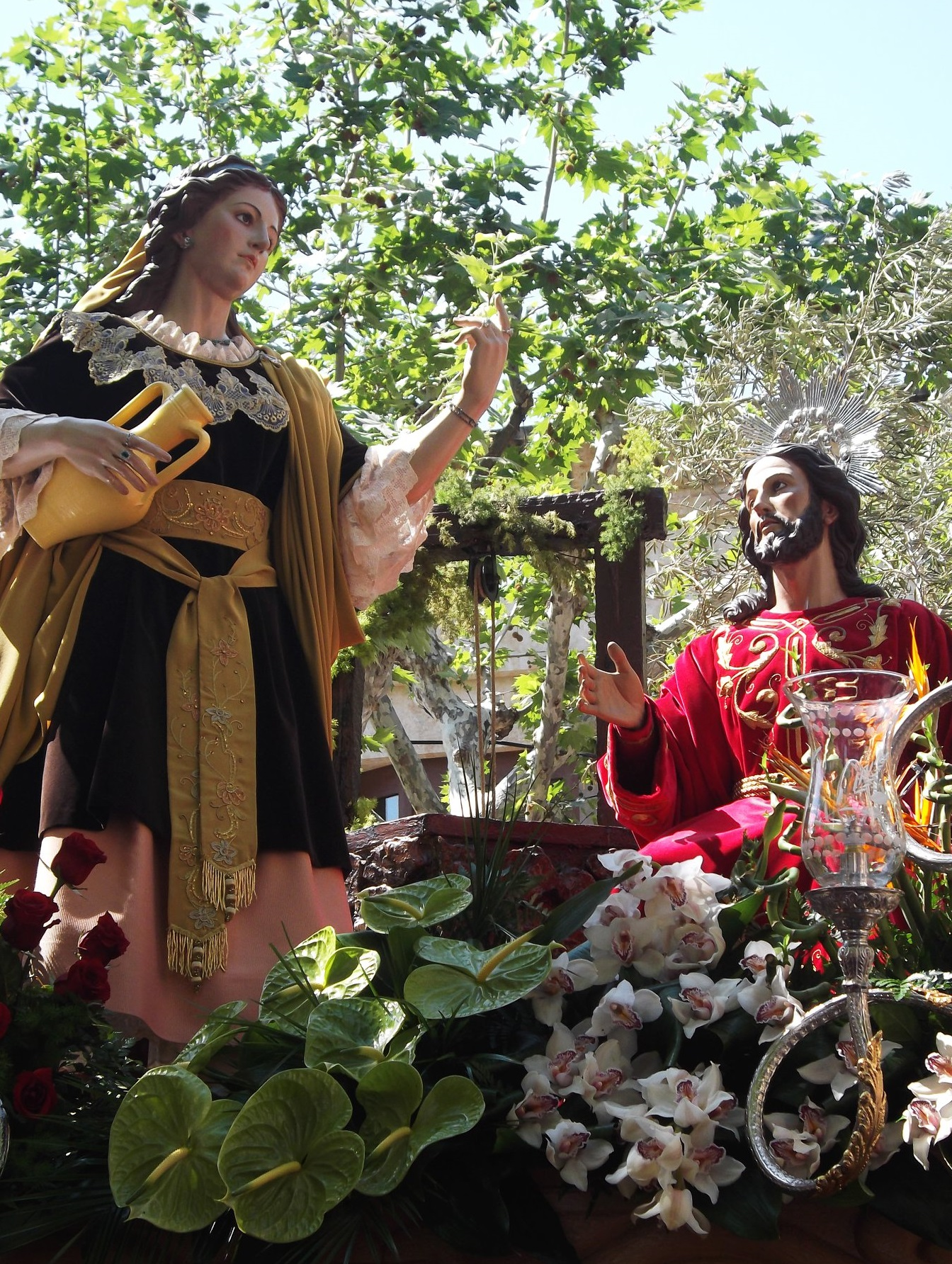
Jesús y la Samaritana, Aspe (1979)

- Jesús y la Samaritana (Aspe), 1979
- San Francisco de Asís (Tobarra en 1949)
- Oración en el Huerto (Guardamar del Segura en 1947, Cieza en 1967)
- Cristo de la Caída (Guardamar del Segura en 1954, Cieza en 1973)
- San Juan Evangelista (Caravaca de la Cruz, Jumilla)
- María Magdalena (Rafal -1959-, Huéscar, Alicante -1939-)
- Virgen Dolorosa (Jumilla, Almansa, Alquife, Oria, Cúllar, Abanilla, San Pedro del Pinatar, Chinchilla, Villar de Chinchilla, El Carmen, Pliego, Huéscar, Santomera, La Palma, Alhama de Murcia, El Raal, Purchena, Olula del Río, Mazarrón, Madrid, París.
- Virgen de las Angustias (Redován)
- Virgen del Rosario (Totana)
- Virgen del Remedio, Iglesia de San José de Algueña (Alicante). Patrona de la localidad.
- Inmaculada Concepción (Algueña, 1943, igual que la existente en la I. Catedral de Orihuela)
- Virgen de la Soledad (Abanilla, Librilla, Redován, Huéscar)
- Cristo Yacente (Pliego)
- Virgen del Amor Hermoso (Huéscar
- Nuestra Señora del Amor (Plasencia, 1995)
- San Miguel (Redován, San Miguel de Salinas -1939-)
- Virgen de la Soledad (1942) (Convento de la Merded de los PP.FF.)(Baza, Granada) Cofradía de la Soledad.
- Virgen del Primer Dolor (Cehegín) 1942, Convento de San Esteban de los PP.FF. y procesionada por la Cofradía Virgen del Primer Dolor.
- Inmacula de Almansa (Albacete) Convento Padres Franciscanos, año 1950
- San José de Almansa (Albacete) Convento Padres Franciscanos, año 1960
- Virgen de la Amargura (Almoradí) Cofradía del Silencio, año 1940
- Virgen de la Esperanza (Cehegín) Sede de la Cofradía de la Pasión de Cristo y procesionada en Martes Santo.
- San Juan Evangelista (Ceutí) 1960

### Obra civil

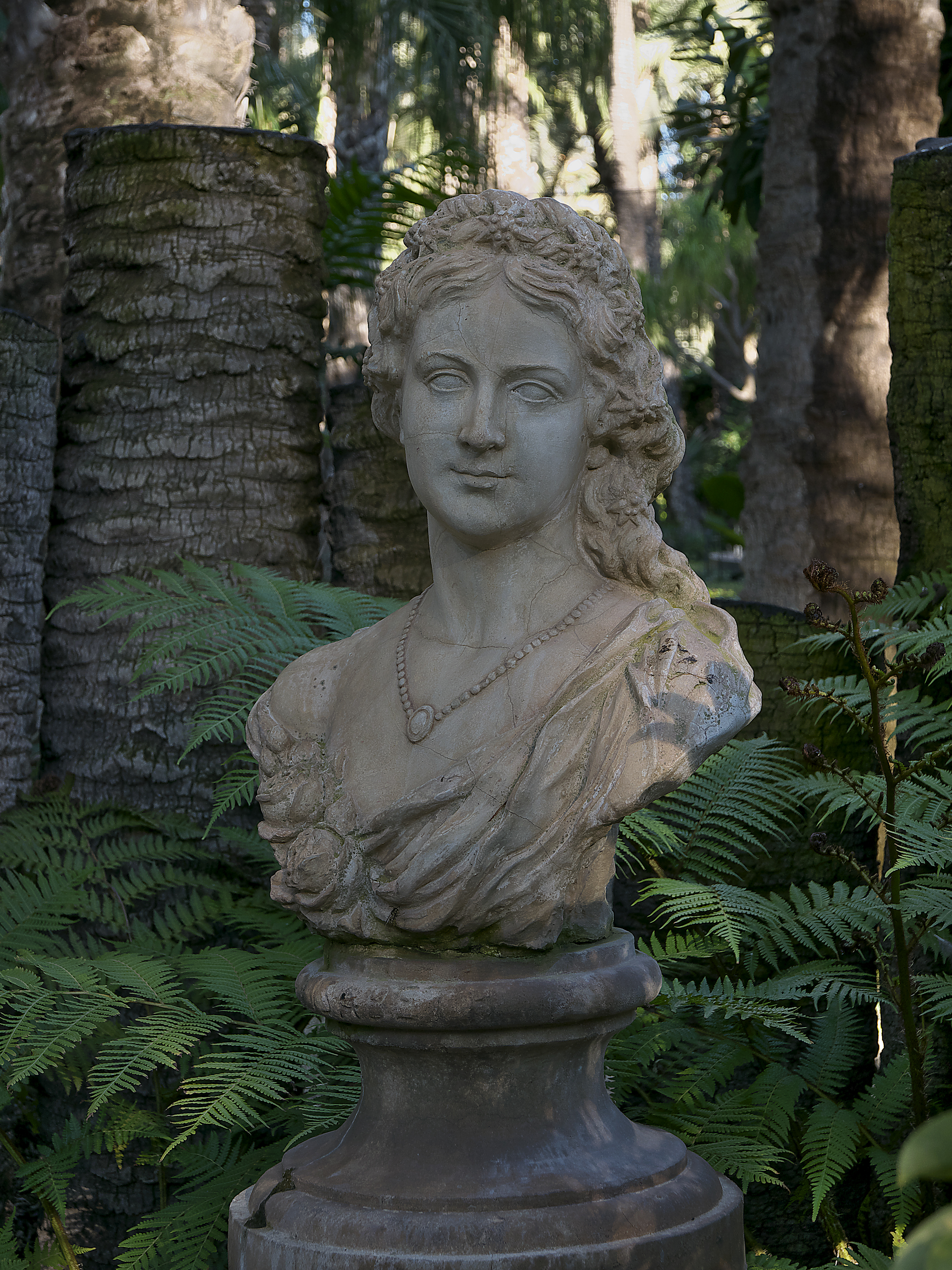
Busto de Isabel de Baviera, Huerto del Cura

Aún menos conocidas, hizo obras que no tenían temática religiosa. Es el caso de:
- Retrato de la Vizcondesa de Alcira (1925)
- Bustos de Alfonso Pascual del Riquelme (1929), colección Conde de la Granja Orihuela
- Busto de José Luis Pascual de Riquelme (1929), Colección del Conde de la Granja Orihuela.
- Busto del Conde de Montemar, colección Conde de la Granja Orihuela.
- Busto del Obispo Goldáraz para la Calle Arzobispo de Orihuela.
- Busto del Obispo Goldáraz para el Seminario Diocesano de Orihuela.
- Estudio de desnudo femenino realizado en acuarela (1924), colección García-Molina, Orihuela
- La Bruja de Oropesa, colección Miguel Barcala Orihuela
- Autorretrato (1929)
- Busto de la Emperatriz Isabel de Baviera (1953) Huerto del Cura (Elche)
- Monumento al Maestro Álvarez Alonso (1966) en la plaza del Rey (Cartagena)
- Monumento al Maestro (1966) en el parque Torres (Cartagena)
- Busto del Canónigo Hidalgo (1966) Callosa de Segura (Alicante)
- La Bella Camargo (Colección viuda de Onofre Molino)
- Busto de Ignacia de Pano cuando niña (1974) ( Colección familia de Pano)
- Restauraciones

También destacó en el campo de las restauraciones en un momento de reconstrucción como era la posguerra española.
Entre las obras restauradas destacan:
- Ntro. Padre Jesús de la Caída (1927), obra de Francisco Salzillo y Alcaraz (1754) en Orihuela.
- Los Pasos Procesionales de la Cofradía de Jesús de Murcia (1929) obra de Francisco Salzillo.
- Ntra. Sra. de la Soledad (1939) de Hellín (Hellín|Albacete), obra anónima de finales del siglo XVIII o principios del XIX.
- Nuestra Señora del Carmen (1940-1956), obra original de Antonio Dupar, en Beniaján.
- Nuestra Señora de los Dolores, obra de Roque López, en Beniaján.
- El Cristo de la Agonía de Orihuela, obra de Francisco Salzillo de 1774, para Orihuela.
- La Diablesa, obra de Nicolás de Bussy para Orihuela.
- El Cristo de Zalamea (1969), de Orihuela, obra atribuida a Nicolás de Bussy.
- El Cristo del Consuelo (1981), de Orihuela obra de José Puchol Rubio.
- El Lavatorio de los Pies de Cristo al Príncipe de los Apóstoles, obra de Francisco Salzillo de 1758, para Orihuela
- San Pedro en su Arrepentimiento, obra de Francisco Salzillo, en Orihuela.
- El Jesús del Ecce-Homo, obra de Francisco Salzillo de 1777, para Orihuela.
- La Virgen de la Salud (Redován)
- Santa María Salomé, obra de Francisco Sánchez Araciel de finales del siglo XIX, para (Totana)
- Jesús y la Samaritana, obra atribuida a Roque López a principios del siglo XIX, para (Totana)